# Charles Christian Nahl
Charles Christian Nahl, né Carl Christian Heinrich Nahl le 18 octobre 1818 à Cassel en électorat de Hesse et décédé le 1er mars 1878 à San Francisco dans l'état de la Californie aux États-Unis, est un peintre américain d'origine prussienne. Après une formation en électorat de Hesse et un passage à Paris, il s'installe aux États-Unis et devient notamment connu pour ses portraits, ses peintures des paysages de la région de la Californie et ses scènes de la vie quotidienne des mineurs et des Amérindiens de la région. Il est parfois identifié sous les noms de Karl Nahl ou Charles C. Nahl.

## Biographie
Carl Christian Heinrich Nahl naît à Cassel en 1818. Son père, Georg Valentin Friedrich Nahl, exerce la profession de graveur et son grand-père, Johann August Nahl, est un célèbre sculpteur. En 1826, ses parents divorcent. En 1833 naît son demi-frère Hugo Wilhelm Arthur Nahl (en), qui deviendra lui aussi peintre. Il suit les cours de l'école des beaux-arts de Cassel.
En 1846, il s'installe à Paris en compagnie de sa mère, de ses sœurs, de son demi-frère et de son ami le peintre Frederick August Wenderoth (en). Sur place, il étudie auprès des peintres Paul Delaroche et Horace Vernet et rencontre un certain succès en exposant ses toiles au Salon de peinture et de sculpture. Durant cette période, il opte pour le prénom Charles en lieu et place de Carl. Au début de l'année 1848, il décide de quitter la capitale après la révolution française, et embarque à destination des États-Unis.
Il s'installe avec sa famille à New York dans le quartier de Brooklyn, où il entend parler de la ruée vers l'or à destination de la Californie. Il arrive l'année suivante à Nevada City puis achète une mine dans la zone de Rough and Ready dans le comté de Nevada, placement qui se révèle être une arnaque, les échantillons de la mine ayant été salés (en). Il revient alors à l'art et ouvre en compagnie de son demi-frère et de Wenderoth, qui vient d'arriver en Californie, un studio à Sacramento. Ce dernier est détruit par un incendie en 1852 et le trio ouvre un nouveau studio à San Francisco. Sur place, Nahl travaille notamment avec la Society of California Pioneers (en), le marchand d'art Samuel P. Avery ou le riche homme d'affaires Edwin B. Crocker, qui lui commanda plusieurs œuvres au cours de sa carrière, dont une série de trois tableaux sur l'enlèvement des Sabines.
Passionné d'athlétisme, il participe à la fondation de l'Olympic Club (en) en 1860. Membre de la San Francisco Art Association (en), il y donne des cours, enseignant notamment au jeune peintre Henry Raschen.
Il décède de la fièvre typhoïde à San Francisco en 1878.
Ces œuvres sont notamment visibles ou conservées à l'Autry Museum of the American West et au musée d'Art du comté de Los Angeles, au San Francisco De Young Museum et au musée des Beaux-Arts de San Francisco, au Crocker Art Museum de Sacramento, au Museum of Western Art (en) de Kerrville, au Santa Barbara Museum of Art (en), au Smithsonian American Art Museum de Washington, à l'American Museum of Western Art (en) de Denver, au Brooklyn Museum et à la Gemäldegalerie Alte Meister à Cassel en Allemagne.

## Œuvres

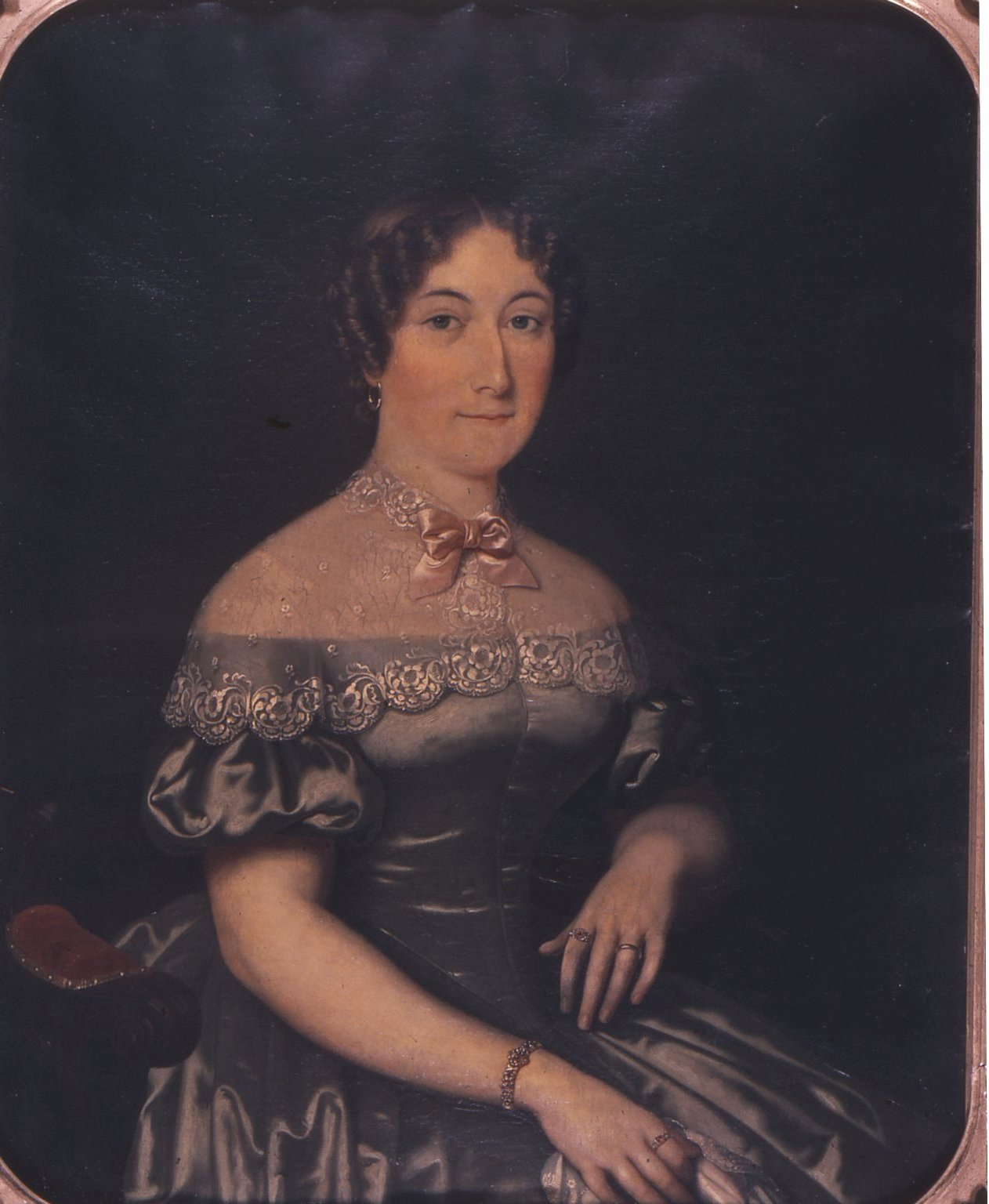
Mrs. John Graham (1849), Brooklyn Museum
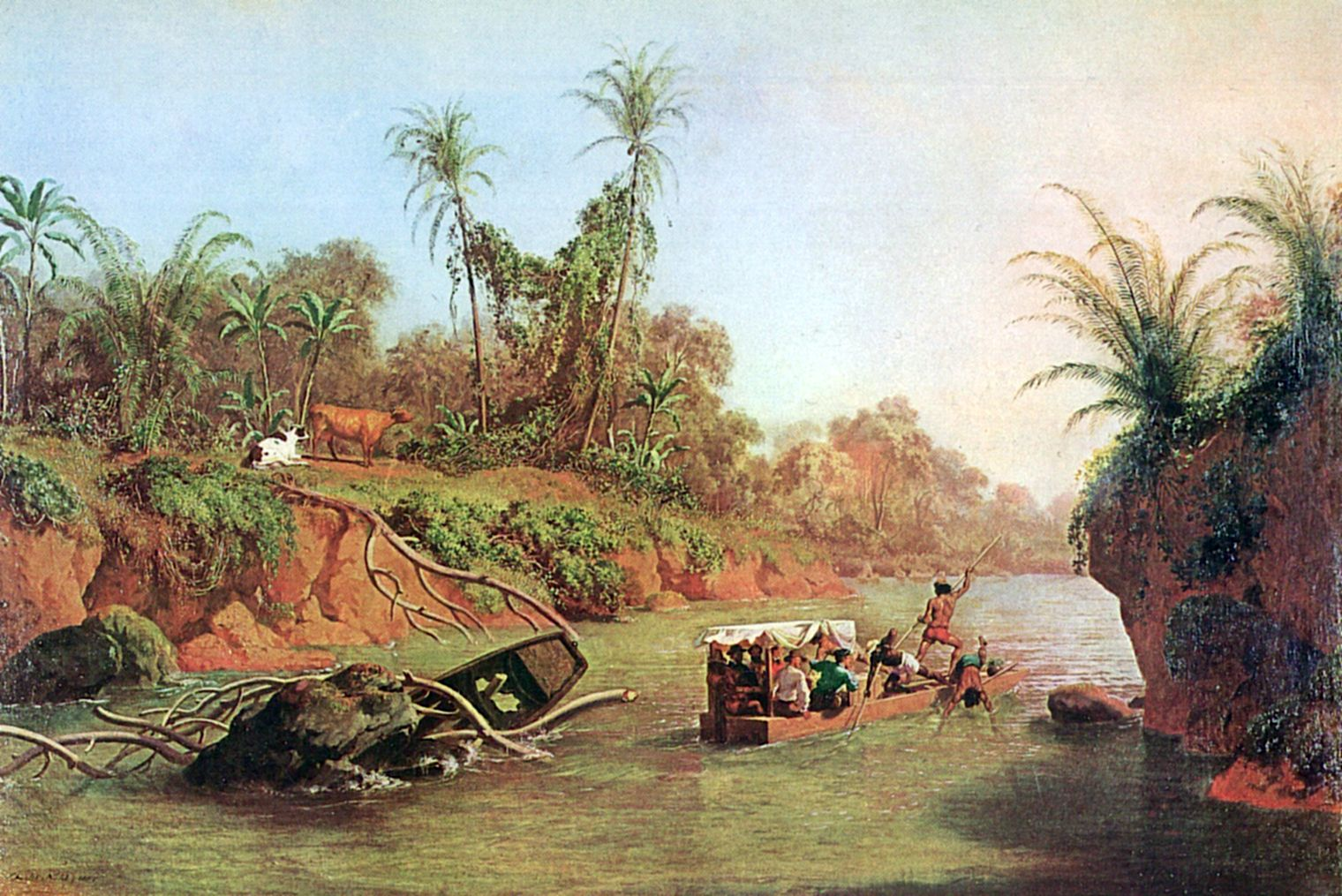
Incident on the Chagres River (1850), Bancroft Library (en)
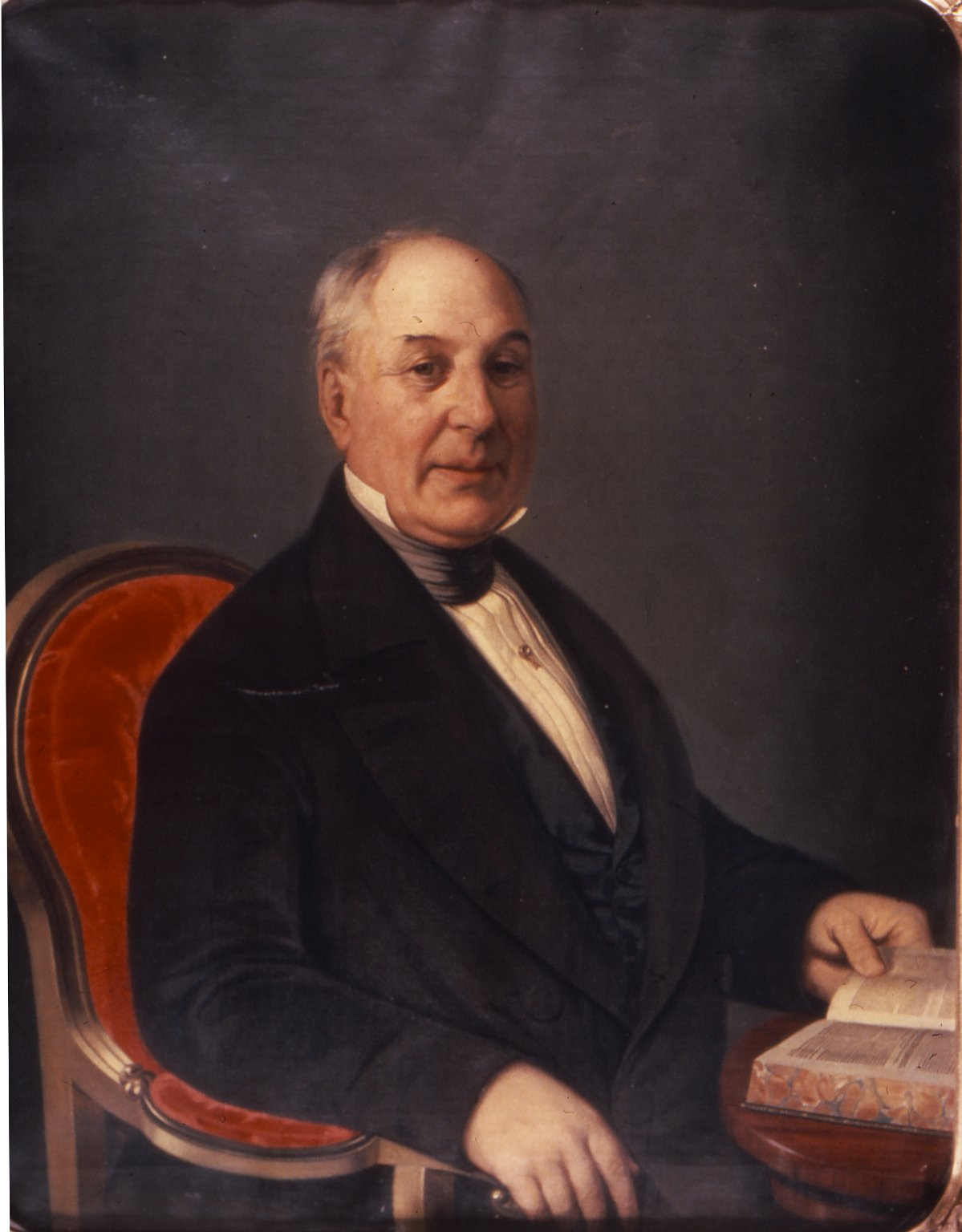
John Graham (1851), Brooklyn Museum
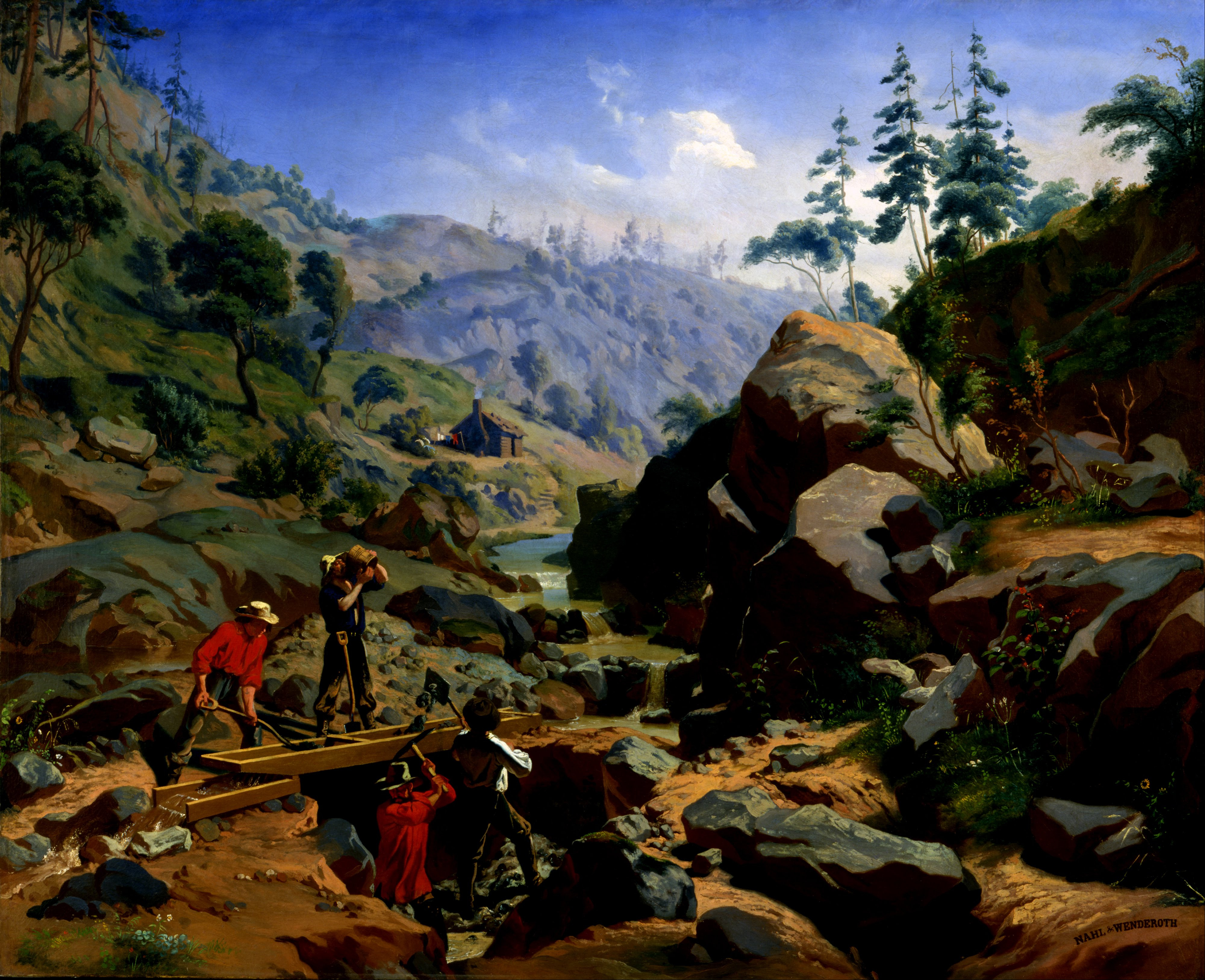
Miners in the Sierras (1851-1852, en collaboration avec Frederick August Wenderoth (en)), Smithsonian American Art Museum
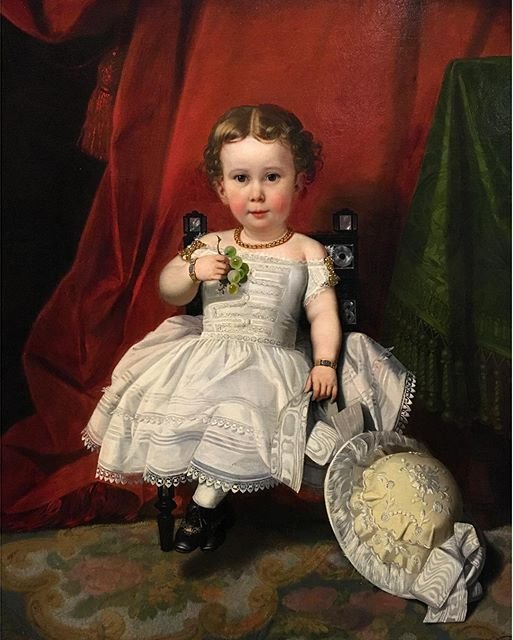
Little Miss San Francisco (1853, en collaboration avec Frederick August Wenderoth (en)), Crocker Art Museum
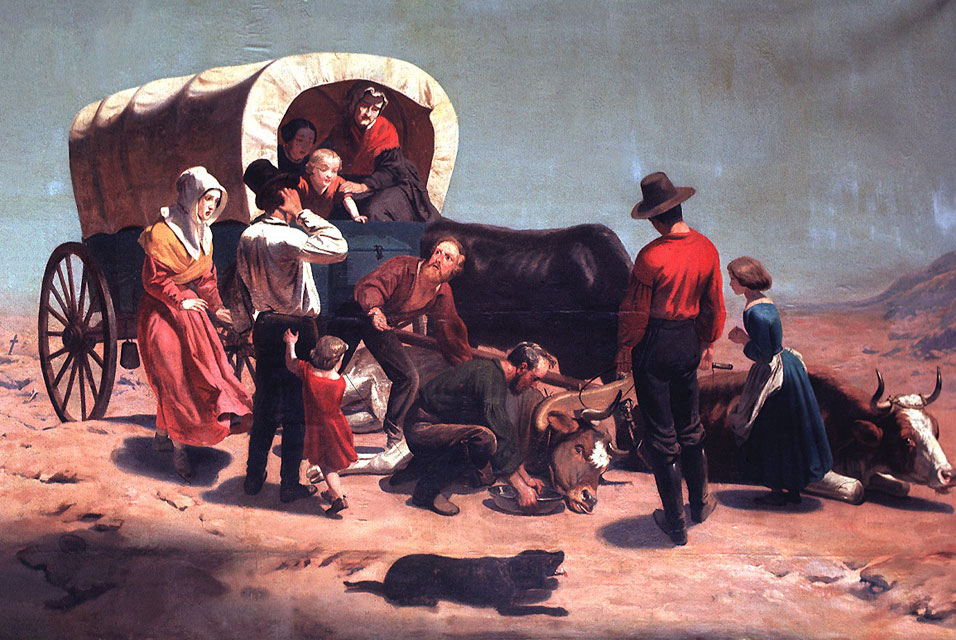
Crossing the Plains (1856)
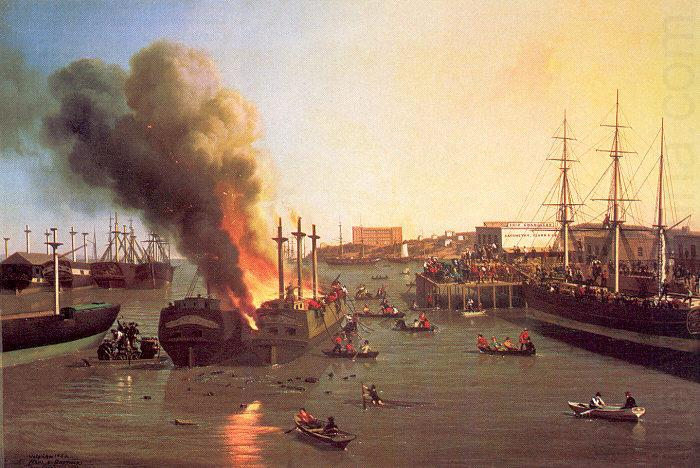
Fire in San Francisco Bay (1856)
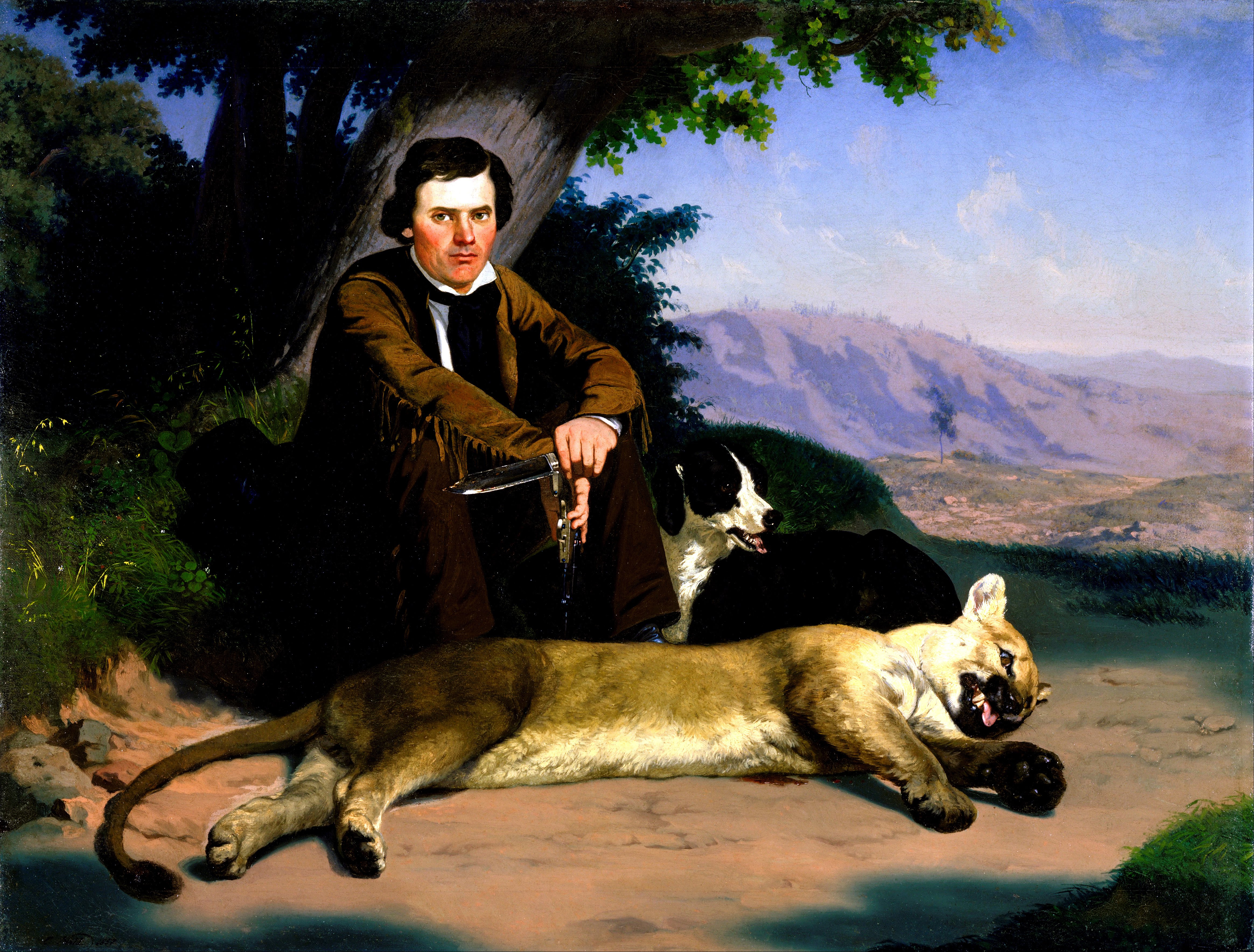
Peter Quivey and the Mountain Lion (1857), musée des Beaux-Arts de San Francisco
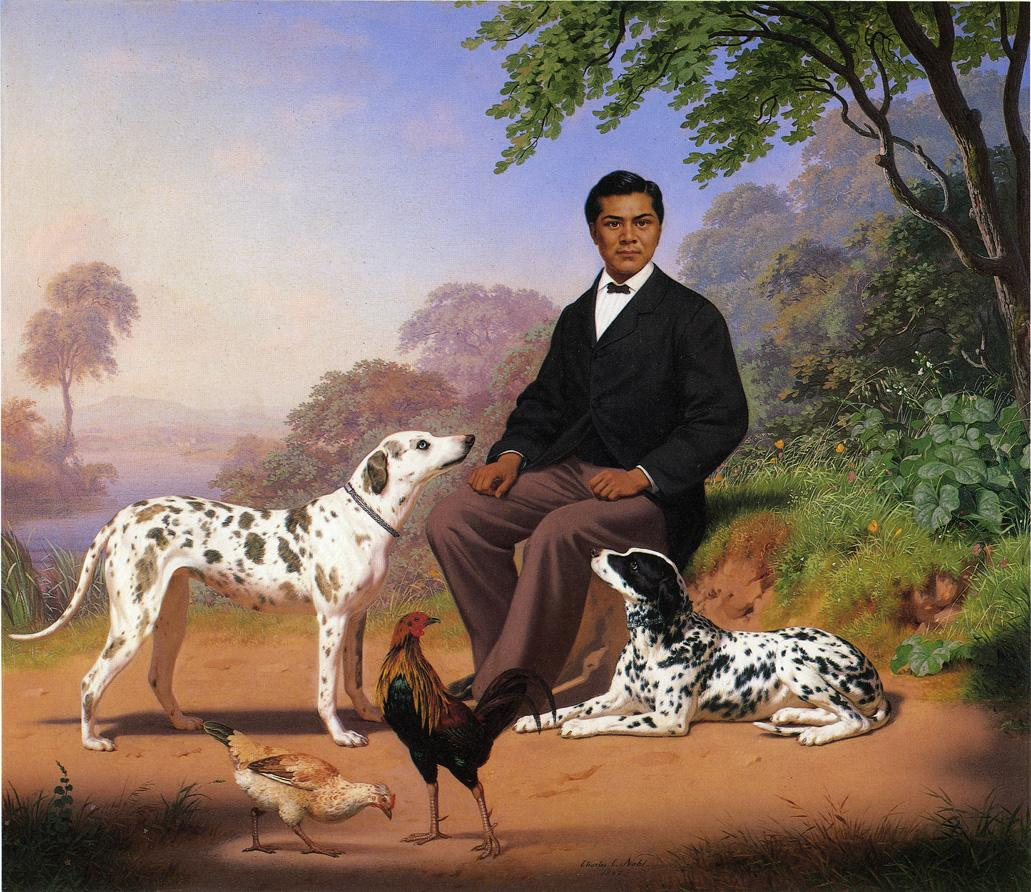
Sacramento Indian with Dogs (1856), San Francisco De Young Museum
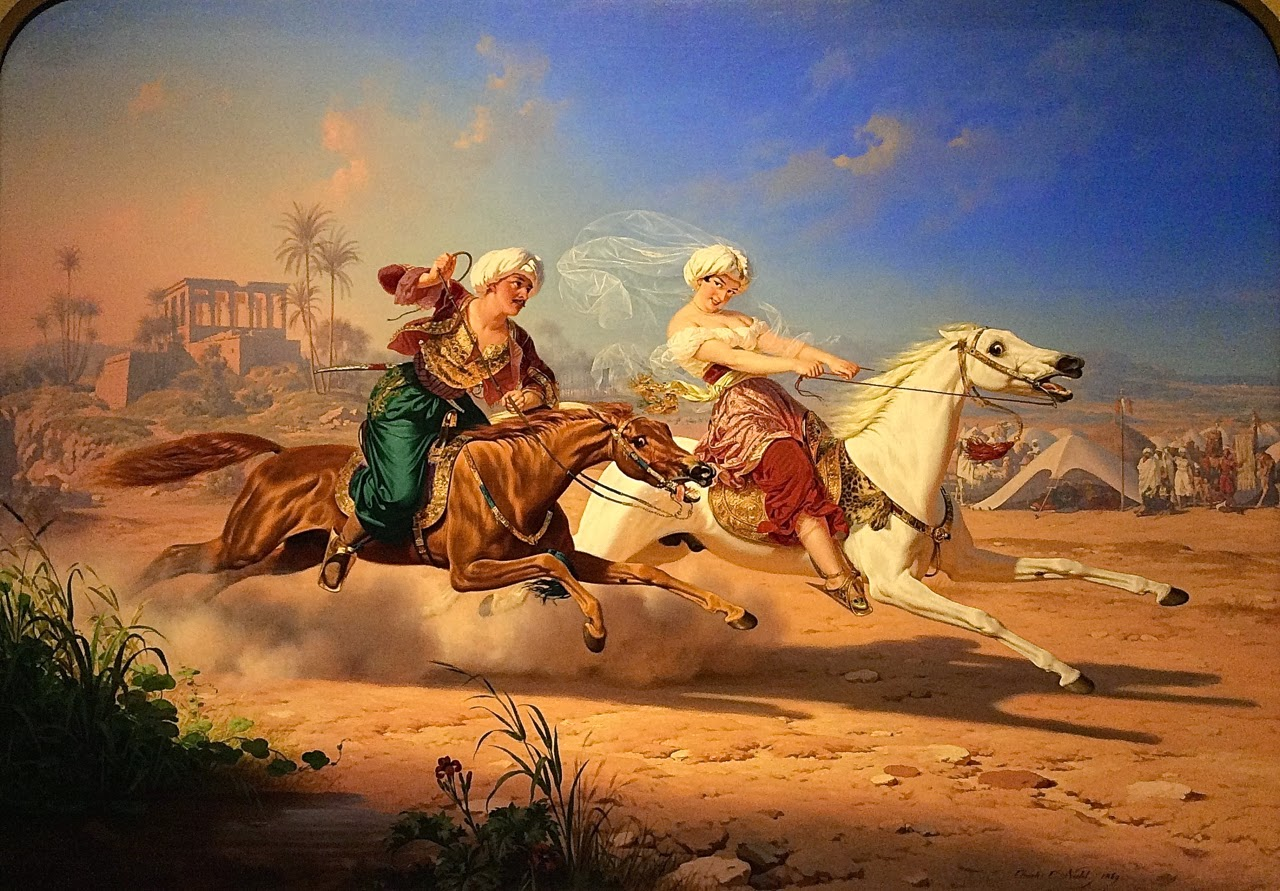
The Love Chase (1869), Crocker Art Museum
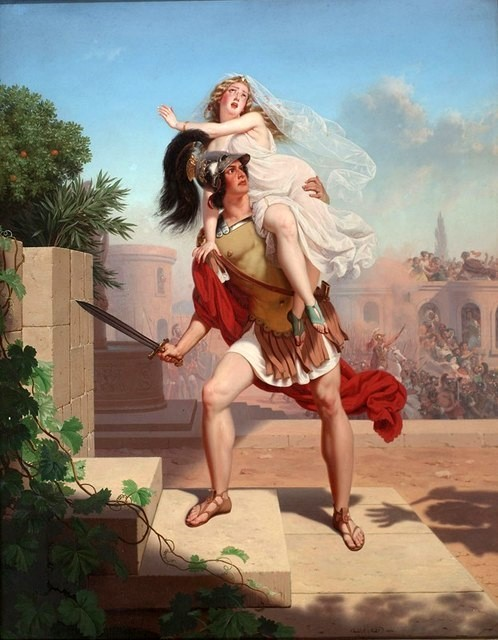
The Rape Of The Sabines—The Abduction (1870), Crocker Art Museum
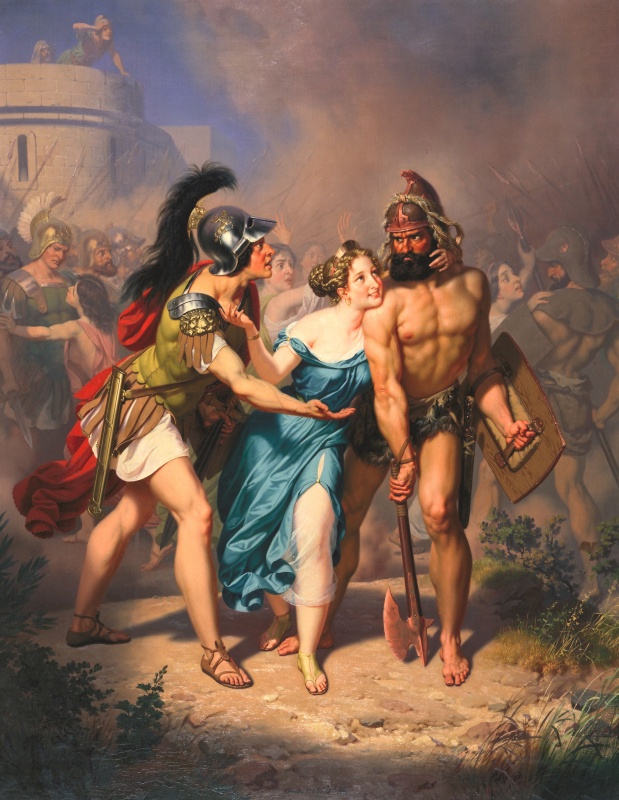
The Rape Of The Sabines—The Invasion (1871), Crocker Art Museum
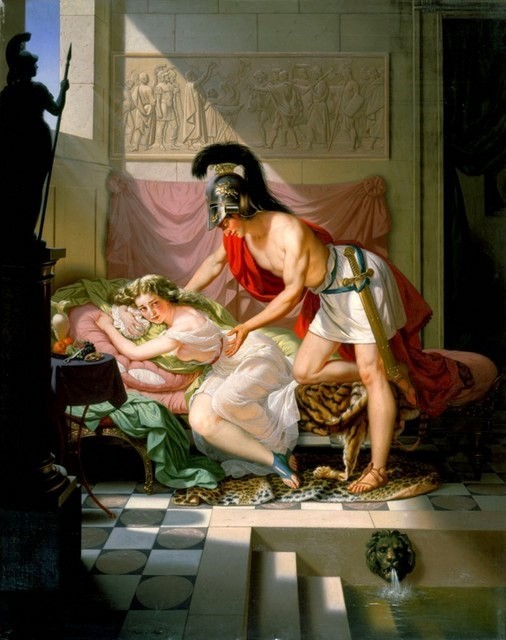
The Rape Of The Sabines—The Captivity (1871), Crocker Art Museum
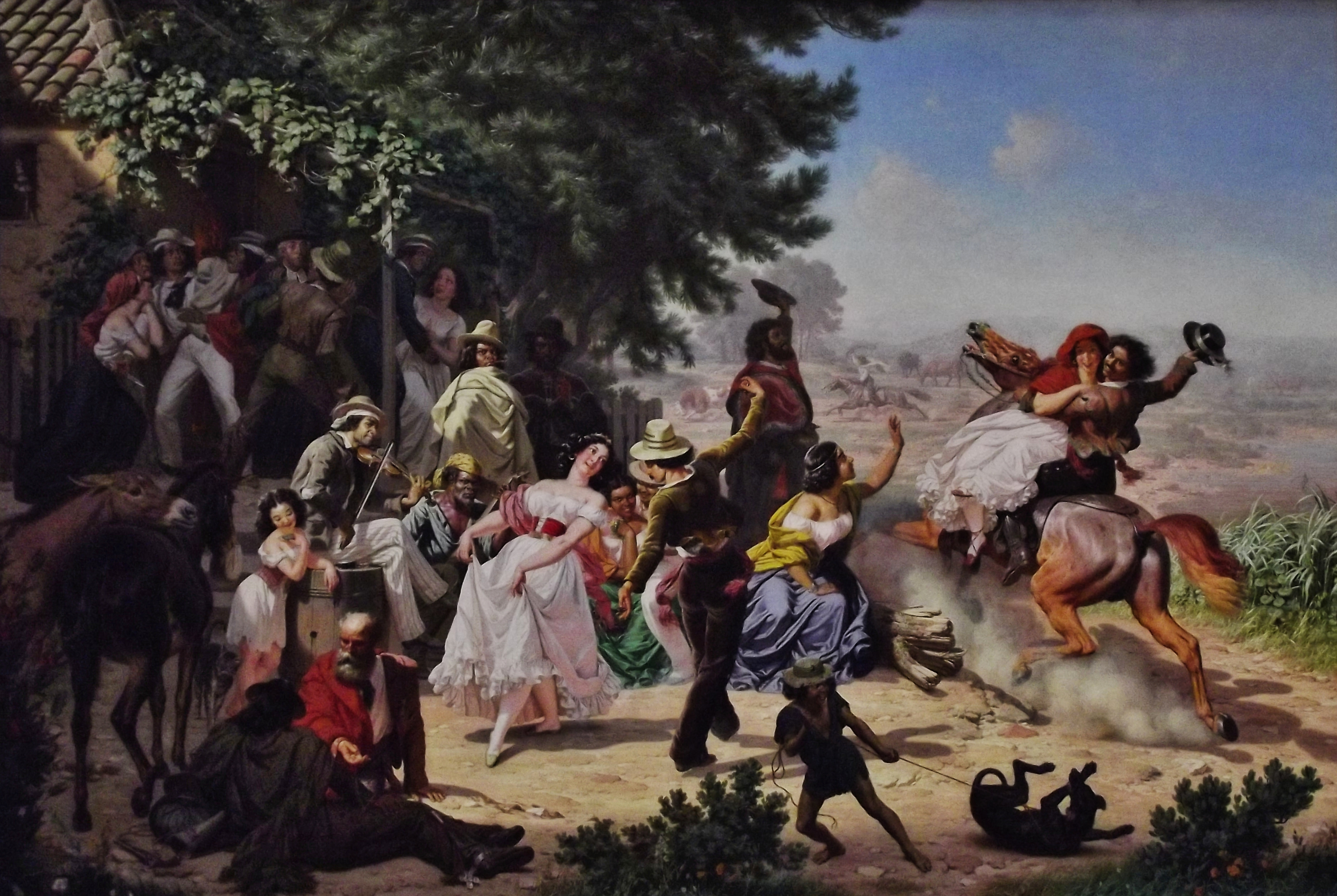
The Fandango (1873), Crocker Art Museum
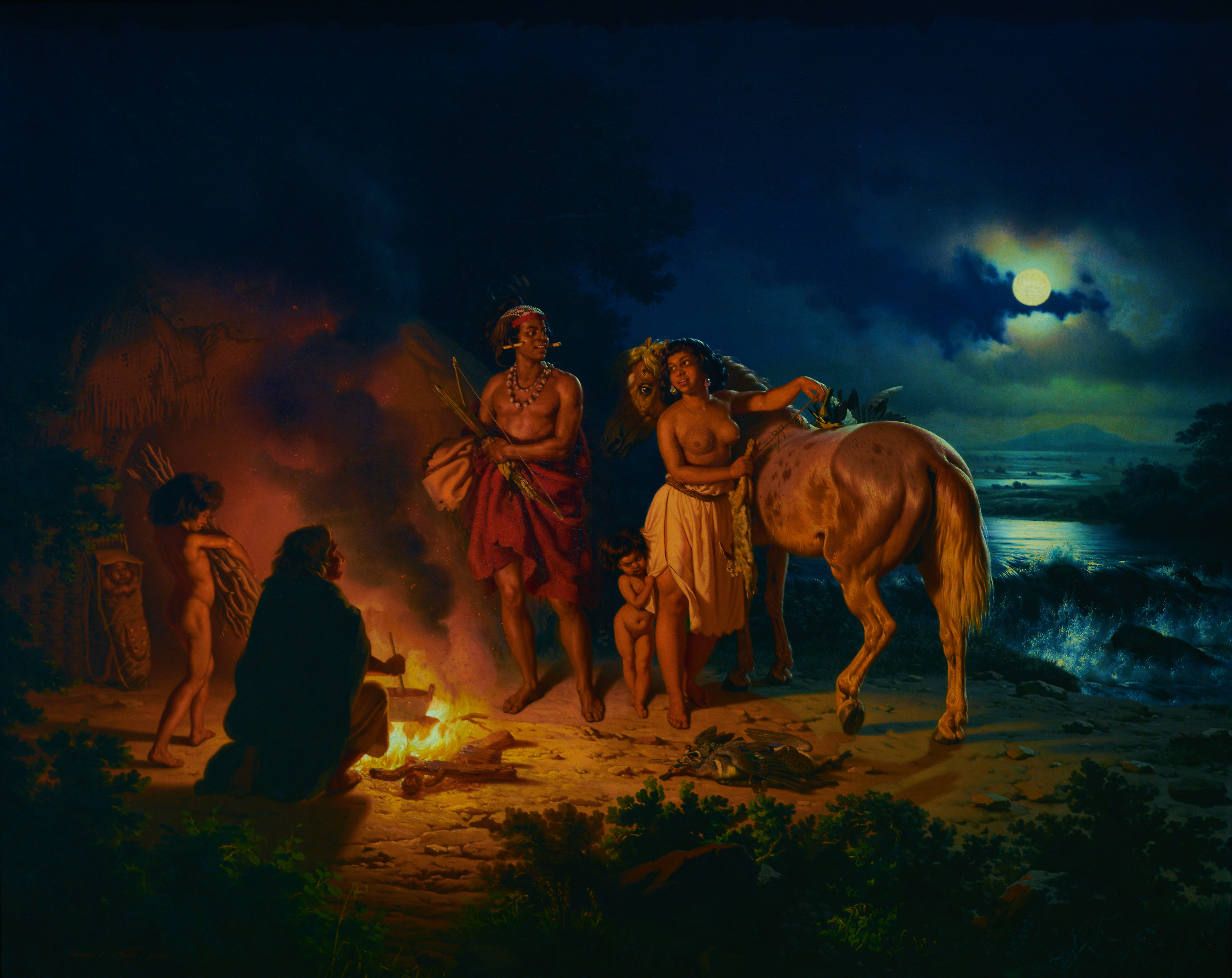
The Indian Camp (1874)
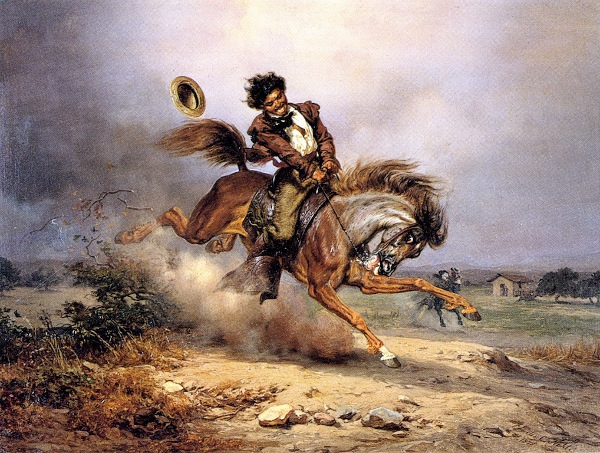
Joaquin Murieta: The Vaquero (1875)
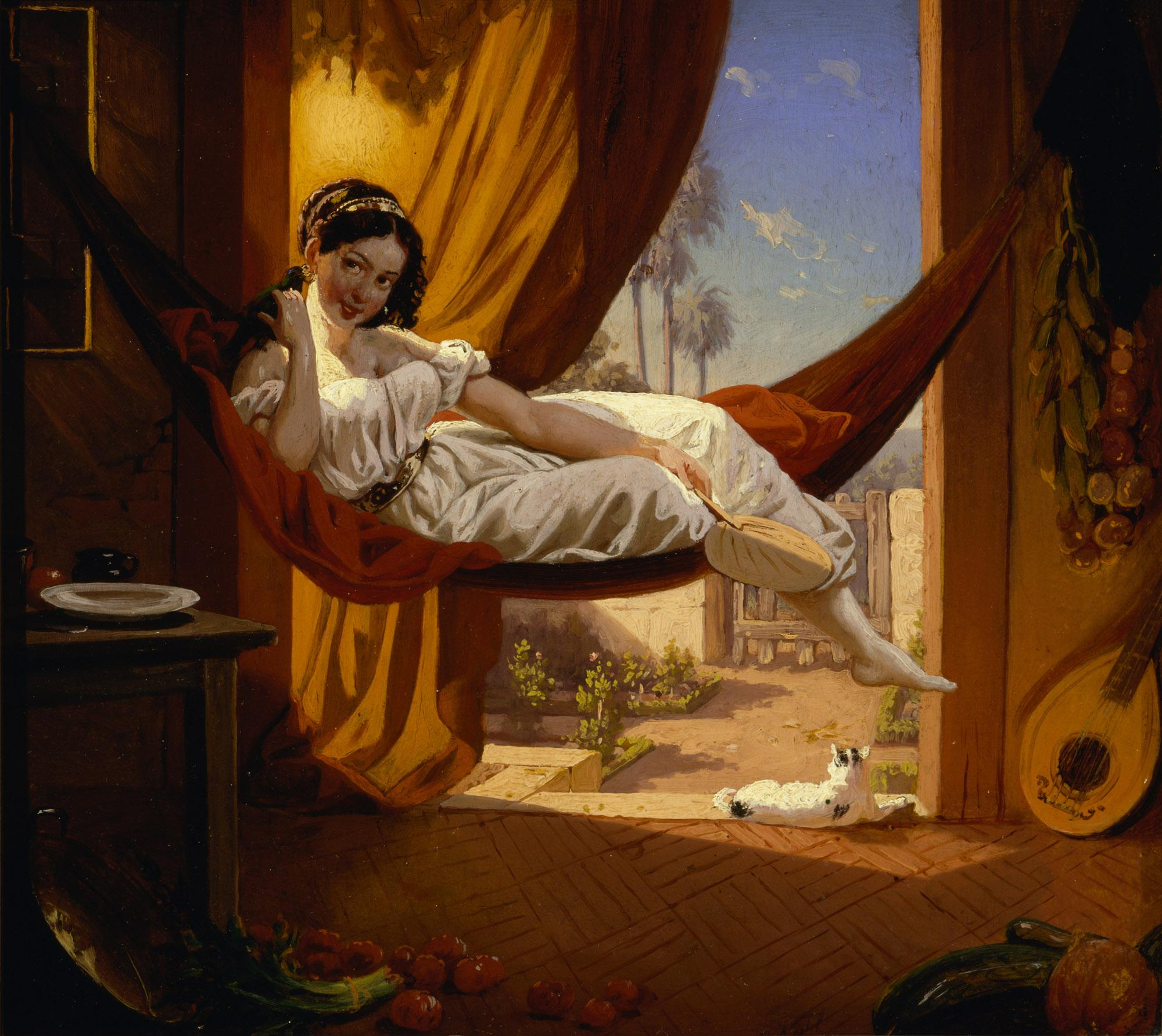
Siesta (sans date), Oakland Museum of California
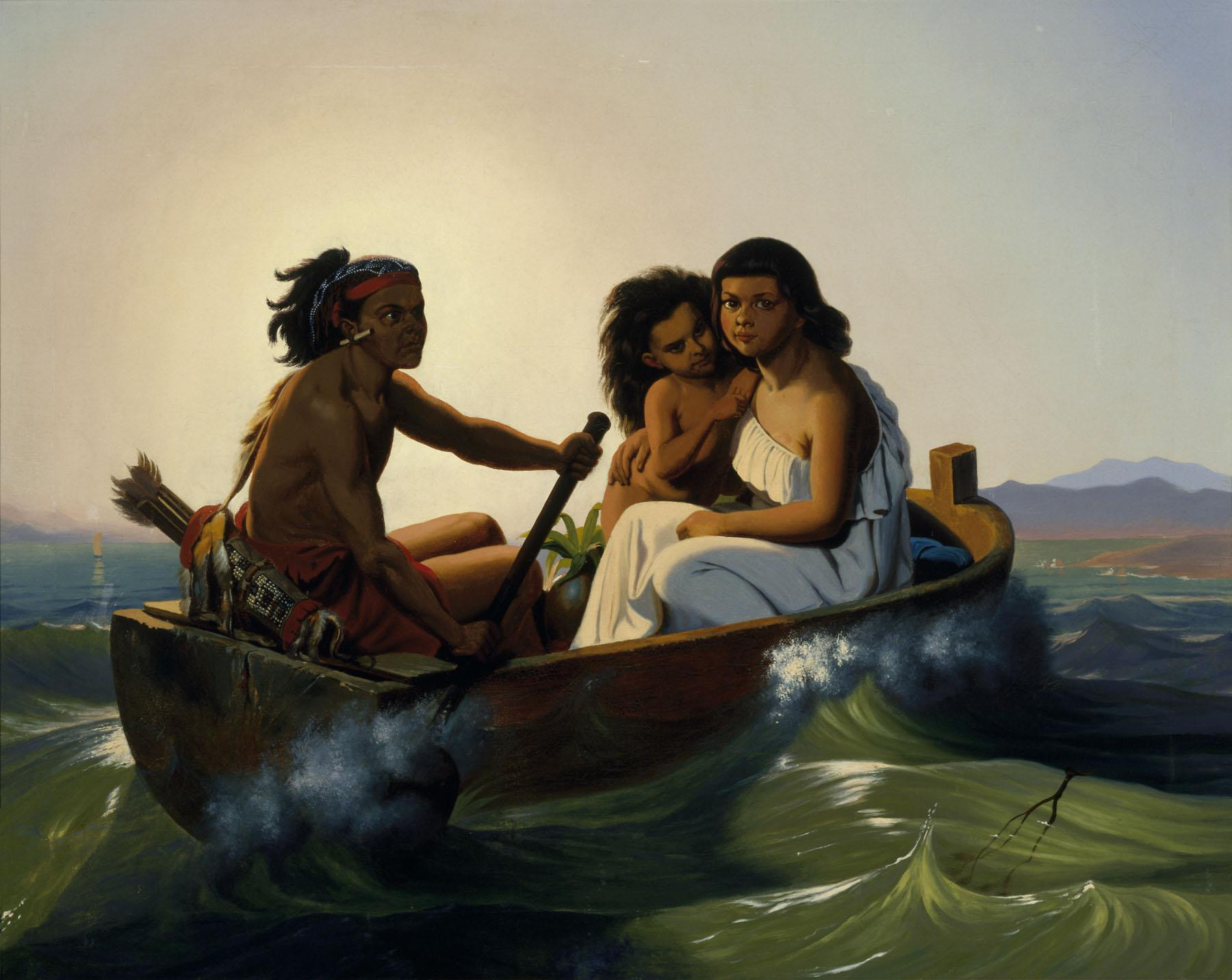
Indian Family on San Francisco Bay (sans date), Oakland Museum of California